# Licenciado Alfredo Valdez Montoya
Licenciado Alfredo Valdez Montoya är en ort i Mexiko.   Den ligger i kommunen Navolato och delstaten Sinaloa, i den västra delen av landet, 1 100 km nordväst om huvudstaden Mexico City. Licenciado Alfredo Valdez Montoya ligger 9 meter över havet och antalet invånare är 736.
Terrängen runt Licenciado Alfredo Valdez Montoya är mycket platt. Runt Licenciado Alfredo Valdez Montoya är det ganska tätbefolkat, med 155 invånare per kvadratkilometer. Närmaste större samhälle är Navolato, 14,0 km nordost om Licenciado Alfredo Valdez Montoya. Trakten runt Licenciado Alfredo Valdez Montoya består till största delen av jordbruksmark.